# Peperoncino

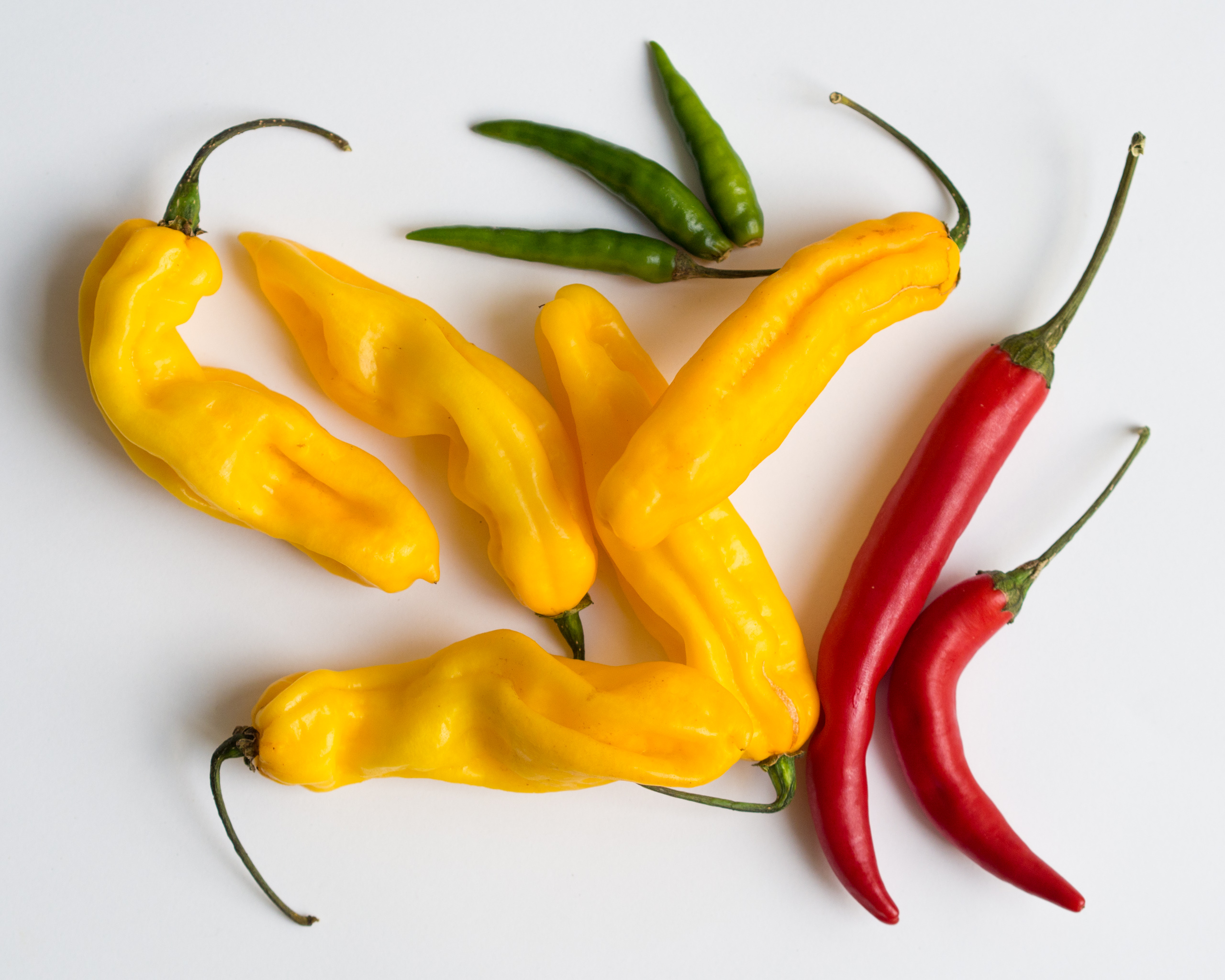
Diversi tipi di peperoncino.

Il peperoncino è il nome comune dato alla bacca ottenuta da alcune varietà piccanti del genere di piante Capsicum utilizzata principalmente come condimento.
Pur provenendo dal medesimo genere del peperone, il peperoncino se ne differenzia poiché contiene la capsaicina, un composto chimico presente in diverse concentrazioni a seconda delle varietà, responsabile della piccantezza della bacca. La piccantezza di un peperoncino si indica utilizzando la scala di Scoville, che misura la quantità di capsaicina contenuta (16 unità di Scoville sono equivalenti a una parte di capsaicina per milione).

## Varietà
Esempi di peperoncino sono:

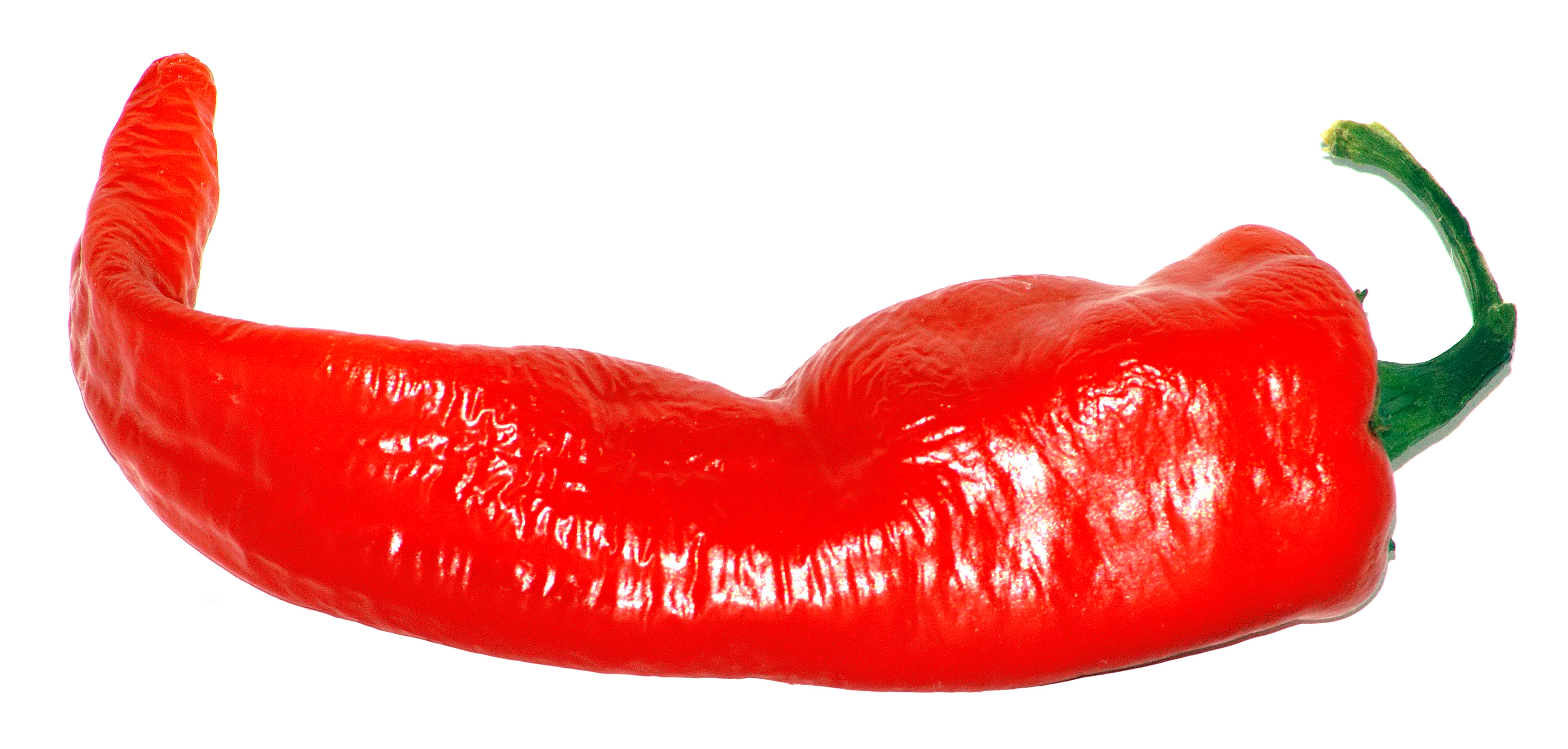
Bacca di pepe di Caienna.

- dalla specie Capsicum annuum: il pepe di Caienna, lo jalapeño, il serrano, il thai, il peperoncino calabrese, il peperoncino nero (noto anche come violetto fuoco nero).[4]
- dalla specie Capsicum baccatum: il peperoncino Aji Amarillo e Lemon Drop.[5]
- dalla specie Capsicum chinense: l'habanero, il Carolina reaper, il bhut jolokia;
- dalla specie Capsicum frutescens: il tabasco.
- dalla specie Capsicum pubescens: il rocoto.

## Utilizzi in cucina
In Mesoamerica era utilizzato nella preparazione della cioccolata calda ed è alla base di vari piatti di origine preispanica. Attualmente viene consumato fresco, fritto o arrostito, in scatola ed in polvere, schiacciato o macinato a secco. È un ingrediente tradizionale nelle cucine del Messico, dei Caraibi, della Thailandia, del Perù, del Cile e della Bolivia. È un ingrediente ampiamente utilizzato nella gastronomia del Sud America sia per il suo sapore piccante che per colorare i piatti.
In Italia il peperoncino è utilizzato solitamente come condimento: può essere mangiato fresco o secco, ed è usato ad esempio per realizzare la polvere di chili e per insaporire grigliate, curry, o salse piccanti. Uno dei classici italiani è la salsa all'arrabbiata.

### La paprica
Una volta acclimatato in Europa, divenne consuetudine essiccare e macinare il peperoncino ed usarlo per condire e colorare diversi tipi di salsicce e piatti. Gli spagnoli la chiamavano  pimentón, che può essere dolce o piccante; negli Stati Uniti e nelle zone dell'America Latina (dove paprica è il frutto fresco) si usa la parola ungherese paprika, in francese piments doux, in tedesco e olandese si usa anche la parola ungherese paprika e, nella cucina ungherese, la paprika, soprattutto quella piccante ottenuta dal peperoncino, è ampiamente utilizzata per aromatizzare gulasch, salsicce e pollo ed è considerata la spezia nazionale in quel paese.
L'uso, sia dolce che piccante, è molto diffuso in Spagna per la preparazione di alcuni insaccati tradizionali.
È anche un condimento molto diffuso nel Maghreb, in particolare una purea di peperoncino rosso essiccato che viene chiamata harissa (in arabo هريسة‎?) originaria della Tunisia e molto utilizzata con il rinomato cuscus, piatto tradizionale tipico della cucina di questa regione.

## Valori nutrizionali
I valori nutrizionali del peperoncino possono variare in base alle diverse varietà; i seguenti valori sono la media tra i valori di un generico "peperoncino rosso" e uno "verde", per 100 g di alimento:
- Acqua 87,7-88,0 g
- Carboidrati 8,8-9,5 g
- Proteine 1,9-2,0 g
- Grassi 0,2-0,4 g
- Valore energetico 40 kcal (167 kJ)

## Altri utilizzi

### Medicinale
Una caratteristica della capsaicina contenuta nella maggior parte delle varietà di peperoncino è che può intorpidire la regione dell'epidermide dove si è depositata, in modo che venga applicata localmente sulla pelle per far scomparire il dolore nei pazienti con artrite, herpes zoster, neuropatia diabetica, mastectomia e cefalea.
Studi effettuati nell'anno 2007 hanno isolato la molecola QX-314, che ha la proprietà di attraversare la parete cellulare dei neuroni recettori del dolore e deinnervarli, inibendo così totalmente qualsiasi sensazione, senza intaccare il funzionamento degli altri neuroni. Per questo motivo può essere utilizzato come anestetico, essendo indicato per condizioni con dolore cronico o per situazioni di dolore acuto (come nelle iniezioni epidurali durante un parto difficile).
Alcuni studi hanno riportato che l'assunzione regolare di peperoncino, è associata a una riduzione della mortalità.
Il peperoncino favorisce anche una buona digestione perché aumenta la produzione di saliva e succhi gastrici.

### Protezione dei raccolti
Gli agricoltori in Africa e nel subcontinente indiano usano il peperoncino per difendere i raccolti dagli elefanti. I peperoncini vengono spalmati su recinzioni ed altre strutture per tenere lontani gli elefanti, poiché hanno un naso molto sensibile che permette loro di annusarli, allontanandoli. Ciò riduce al minimo la possibilità di pericolosi scontri tra persone ed elefanti.

### Difesa personale
La capsaicina estratta dal peperoncino viene utilizzata nella preparazione di un aerosol come arma non letale.